# Windows Home Server
Windows Home Server (tên mã Quattro) là một hệ điều hành máy chủ gia đình của Microsoft. Hệ điều hành này được Bill Gates công bố vào ngày 7 tháng 1 năm 2007 tại Hội chợ Điện tử Tiêu dùng, sẵn sàng để giao hàng vào ngày 16 tháng 7 năm 2007 và phát hành chính thức vào ngày 4 tháng 11 năm 2007.